# Shakey's Pizza
O Shakey's Pizza é uma cadeia de pizzarias sediada nos Estados Unidos. Fundada em 1954, foi a primeira cadeia de pizzarias em regime de franquia nos Estados Unidos. Em 1968, a cadeia tinha 342 locais. A cadeia tinha cerca de 500 lojas a nível mundial e 58 nos Estados Unidos, em julho de 2019. Atualmente, as lojas podem ser encontradas nos estados da Califórnia e Washington, e também nas Filipinas, Singapura e Japão.

## História
A Hickory's Pizza foi fundada em 30 de abril de 1954 por Sherwood Johnson e Ed Plummer em Sacramento, Califórnia. Quando o restaurante abriu, a única forma de obter lucro era vender cerveja. Na segunda-feira seguinte, o restaurante utilizava os lucros da cerveja para comprar ingredientes para as pizzas. O local original de Sacramento fechou no final da década de 1990. O local introduziu o Dixieland Jazz para atrair clientes. Shakey Johnson foi homenageado em Guthrie, Oklahoma, por ter tocado banjo durante muito tempo no restaurante. No passado, a música ao vivo, incluindo o piano, era também um pilar dos programas do Shakey's Pizza.
O segundo restaurante Shakey's Pizza abriu em 1956 em Portland, Oregon. Em 1957, o restaurante começou a abrir outros locais o sistema de franquia. De acordo com os fundadores, o Shakey's Pizza fez muito poucos estudos de mercado e optou basicamente por seguir as cidades onde a Kinney Shoes (atualmente conhecida como a cadeia Foot Locker) tinha aberto lojas. Em 1967, Johnson vendeu a sua participação na empresa e tinha 272 lojas Shakey's Pizza nos Estados Unidos. A primeira loja franquiada fora dos Estados Unidos abriu em Winnipeg, no Canadá, em 1968. Em 1973, a empresa expandiu-se para a região Ásia-Pacífico, incluindo o Japão, as Filipinas e a Malásia. Em agosto de 2007, foi aberta a primeira loja em Hong Kong. Atualmente, a Shakey's Pizza tem uma cadeia de lojas maior nas Filipinas do que nos Estados Unidos.
Shakey Johnson, o fundador da Shakey's Pizza, vendeu a sua metade da empresa à Colorado Milling and Elevator em 1967 por US$ 3 milhões, tendo a empresa comprado a outra metade da empresa no ano seguinte por US$ 9 milhões. A Hickory Pizza foi novamente vendida em 1974 à Hunt International Resources e os dois franquiados compraram a empresa em 1984, antes de a venderem em 1989 à Inno-Pacific Holdings de Singapura, que geriu a Shakey's Pizza enquanto a maior parte das lojas dos Estados Unidos estavam fechadas. Quando a Inno-Pacific Holdings assumiu a gestão da Shakey's Pizza, a maioria dos estabelecimentos nos Estados Unidos encerrou. Alguns dos restantes franquiados processaram a Inno-Pacific em 2003. Antes do julgamento, a empresa foi vendida em 2004 à Jacmar Companies de Alhambra, Califórnia, que acabou por franquiar 19 dos locais do Shakey's Pizza.
O Shakey's Pizza passou de 325 estabelecimentos nos Estados Unidos em 1974 para apenas 63 em 2008 (55 desses estabelecimentos situam-se na Califórnia e apenas dois a leste do Rio Mississippi: Warner Robins, Geórgia e Auburn, Alabama).